# Pyranometer
Et pyranometer måler kortbølget globalstråling. Globalstrålingen er al indkommen stråling modtaget på en horisontal flade fra hele himmelkuplen.
'Kortbølget', 300-3000 nm, præciserer at strålingen består af direkte og diffust sollys, men ikke af f.eks. langbølget infrarød udstråling (FIR) fra jorden.